# Tyler, Texas
Tyler là một thành phố thuộc quận Smith, tiểu bang Texas, Hoa Kỳ. Năm 2010, dân số của xã này là 96900 người.

## Dân số
- Dân số năm 2000: 83650 người.
- Dân số năm 2010: 96900 người.